# Regra do quadrado
A Regra do Quadrado, também conhecida como Regra do Quadrilátero, é uma regra prática de xadrez para avaliar as possibilidades de promoção de um peão passado num final, descontando a ajuda do rei da mesma cor que o peão.

## A regra
A regra consiste em se considerar um quadrado imaginário no qual o peão em busca de promoção é um dos vértices, se o rei adversário estiver dentro desse quadrado (a regra só vale quando se desconta a ajuda do rei da mesma cor que o peão) e for a vez do enxadrista com o peão efetuar o seu lance, o rei conseguirá capturar o peão; já se estiver fora do quadrado, sendo a vez do enxadrista que move o peão jogar, o rei não conseguirá capturar o peão. Segue-se demonstração:

### Demonstração
|   | a              | b              | c              | d              | e              | f              | g              | h              |   |
| 8 | e5 branco peão | e5 branco peão | e5 branco peão | e5 branco peão | e5 branco peão | e5 branco peão | e5 branco peão | e5 branco peão | 8 |
| 7 | e5 branco peão | e5 branco peão | e5 branco peão | e5 branco peão | e5 branco peão | e5 branco peão | e5 branco peão | e5 branco peão | 7 |
| 6 | e5 branco peão | e5 branco peão | e5 branco peão | e5 branco peão | e5 branco peão | e5 branco peão | e5 branco peão | e5 branco peão | 6 |
| 5 | e5 branco peão | e5 branco peão | e5 branco peão | e5 branco peão | e5 branco peão | e5 branco peão | e5 branco peão | e5 branco peão | 5 |
| 4 | e5 branco peão | e5 branco peão | e5 branco peão | e5 branco peão | e5 branco peão | e5 branco peão | e5 branco peão | e5 branco peão | 4 |
| 3 | e5 branco peão | e5 branco peão | e5 branco peão | e5 branco peão | e5 branco peão | e5 branco peão | e5 branco peão | e5 branco peão | 3 |
| 2 | e5 branco peão | e5 branco peão | e5 branco peão | e5 branco peão | e5 branco peão | e5 branco peão | e5 branco peão | e5 branco peão | 2 |
| 1 | e5 branco peão | e5 branco peão | e5 branco peão | e5 branco peão | e5 branco peão | e5 branco peão | e5 branco peão | e5 branco peão | 1 |
|   | a              | b              | c              | d              | e              | f              | g              | h              |   |

|   | a | b | c | d | e | f | g | h |   |
| 8 | e8 black cross · e7 black cross · e6 black cross · a5 black cross · b5 black cross · c5 black cross · d5 black cross · e5 branco peão · f5 black circle · g5 black circle · h5 black circle | e8 black cross · e7 black cross · e6 black cross · a5 black cross · b5 black cross · c5 black cross · d5 black cross · e5 branco peão · f5 black circle · g5 black circle · h5 black circle | e8 black cross · e7 black cross · e6 black cross · a5 black cross · b5 black cross · c5 black cross · d5 black cross · e5 branco peão · f5 black circle · g5 black circle · h5 black circle | e8 black cross · e7 black cross · e6 black cross · a5 black cross · b5 black cross · c5 black cross · d5 black cross · e5 branco peão · f5 black circle · g5 black circle · h5 black circle | e8 black cross · e7 black cross · e6 black cross · a5 black cross · b5 black cross · c5 black cross · d5 black cross · e5 branco peão · f5 black circle · g5 black circle · h5 black circle | e8 black cross · e7 black cross · e6 black cross · a5 black cross · b5 black cross · c5 black cross · d5 black cross · e5 branco peão · f5 black circle · g5 black circle · h5 black circle | e8 black cross · e7 black cross · e6 black cross · a5 black cross · b5 black cross · c5 black cross · d5 black cross · e5 branco peão · f5 black circle · g5 black circle · h5 black circle | e8 black cross · e7 black cross · e6 black cross · a5 black cross · b5 black cross · c5 black cross · d5 black cross · e5 branco peão · f5 black circle · g5 black circle · h5 black circle | 8 |
| 7 | e8 black cross · e7 black cross · e6 black cross · a5 black cross · b5 black cross · c5 black cross · d5 black cross · e5 branco peão · f5 black circle · g5 black circle · h5 black circle | e8 black cross · e7 black cross · e6 black cross · a5 black cross · b5 black cross · c5 black cross · d5 black cross · e5 branco peão · f5 black circle · g5 black circle · h5 black circle | e8 black cross · e7 black cross · e6 black cross · a5 black cross · b5 black cross · c5 black cross · d5 black cross · e5 branco peão · f5 black circle · g5 black circle · h5 black circle | e8 black cross · e7 black cross · e6 black cross · a5 black cross · b5 black cross · c5 black cross · d5 black cross · e5 branco peão · f5 black circle · g5 black circle · h5 black circle | e8 black cross · e7 black cross · e6 black cross · a5 black cross · b5 black cross · c5 black cross · d5 black cross · e5 branco peão · f5 black circle · g5 black circle · h5 black circle | e8 black cross · e7 black cross · e6 black cross · a5 black cross · b5 black cross · c5 black cross · d5 black cross · e5 branco peão · f5 black circle · g5 black circle · h5 black circle | e8 black cross · e7 black cross · e6 black cross · a5 black cross · b5 black cross · c5 black cross · d5 black cross · e5 branco peão · f5 black circle · g5 black circle · h5 black circle | e8 black cross · e7 black cross · e6 black cross · a5 black cross · b5 black cross · c5 black cross · d5 black cross · e5 branco peão · f5 black circle · g5 black circle · h5 black circle | 7 |
| 6 | e8 black cross · e7 black cross · e6 black cross · a5 black cross · b5 black cross · c5 black cross · d5 black cross · e5 branco peão · f5 black circle · g5 black circle · h5 black circle | e8 black cross · e7 black cross · e6 black cross · a5 black cross · b5 black cross · c5 black cross · d5 black cross · e5 branco peão · f5 black circle · g5 black circle · h5 black circle | e8 black cross · e7 black cross · e6 black cross · a5 black cross · b5 black cross · c5 black cross · d5 black cross · e5 branco peão · f5 black circle · g5 black circle · h5 black circle | e8 black cross · e7 black cross · e6 black cross · a5 black cross · b5 black cross · c5 black cross · d5 black cross · e5 branco peão · f5 black circle · g5 black circle · h5 black circle | e8 black cross · e7 black cross · e6 black cross · a5 black cross · b5 black cross · c5 black cross · d5 black cross · e5 branco peão · f5 black circle · g5 black circle · h5 black circle | e8 black cross · e7 black cross · e6 black cross · a5 black cross · b5 black cross · c5 black cross · d5 black cross · e5 branco peão · f5 black circle · g5 black circle · h5 black circle | e8 black cross · e7 black cross · e6 black cross · a5 black cross · b5 black cross · c5 black cross · d5 black cross · e5 branco peão · f5 black circle · g5 black circle · h5 black circle | e8 black cross · e7 black cross · e6 black cross · a5 black cross · b5 black cross · c5 black cross · d5 black cross · e5 branco peão · f5 black circle · g5 black circle · h5 black circle | 6 |
| 5 | e8 black cross · e7 black cross · e6 black cross · a5 black cross · b5 black cross · c5 black cross · d5 black cross · e5 branco peão · f5 black circle · g5 black circle · h5 black circle | e8 black cross · e7 black cross · e6 black cross · a5 black cross · b5 black cross · c5 black cross · d5 black cross · e5 branco peão · f5 black circle · g5 black circle · h5 black circle | e8 black cross · e7 black cross · e6 black cross · a5 black cross · b5 black cross · c5 black cross · d5 black cross · e5 branco peão · f5 black circle · g5 black circle · h5 black circle | e8 black cross · e7 black cross · e6 black cross · a5 black cross · b5 black cross · c5 black cross · d5 black cross · e5 branco peão · f5 black circle · g5 black circle · h5 black circle | e8 black cross · e7 black cross · e6 black cross · a5 black cross · b5 black cross · c5 black cross · d5 black cross · e5 branco peão · f5 black circle · g5 black circle · h5 black circle | e8 black cross · e7 black cross · e6 black cross · a5 black cross · b5 black cross · c5 black cross · d5 black cross · e5 branco peão · f5 black circle · g5 black circle · h5 black circle | e8 black cross · e7 black cross · e6 black cross · a5 black cross · b5 black cross · c5 black cross · d5 black cross · e5 branco peão · f5 black circle · g5 black circle · h5 black circle | e8 black cross · e7 black cross · e6 black cross · a5 black cross · b5 black cross · c5 black cross · d5 black cross · e5 branco peão · f5 black circle · g5 black circle · h5 black circle | 5 |
| 4 | e8 black cross · e7 black cross · e6 black cross · a5 black cross · b5 black cross · c5 black cross · d5 black cross · e5 branco peão · f5 black circle · g5 black circle · h5 black circle | e8 black cross · e7 black cross · e6 black cross · a5 black cross · b5 black cross · c5 black cross · d5 black cross · e5 branco peão · f5 black circle · g5 black circle · h5 black circle | e8 black cross · e7 black cross · e6 black cross · a5 black cross · b5 black cross · c5 black cross · d5 black cross · e5 branco peão · f5 black circle · g5 black circle · h5 black circle | e8 black cross · e7 black cross · e6 black cross · a5 black cross · b5 black cross · c5 black cross · d5 black cross · e5 branco peão · f5 black circle · g5 black circle · h5 black circle | e8 black cross · e7 black cross · e6 black cross · a5 black cross · b5 black cross · c5 black cross · d5 black cross · e5 branco peão · f5 black circle · g5 black circle · h5 black circle | e8 black cross · e7 black cross · e6 black cross · a5 black cross · b5 black cross · c5 black cross · d5 black cross · e5 branco peão · f5 black circle · g5 black circle · h5 black circle | e8 black cross · e7 black cross · e6 black cross · a5 black cross · b5 black cross · c5 black cross · d5 black cross · e5 branco peão · f5 black circle · g5 black circle · h5 black circle | e8 black cross · e7 black cross · e6 black cross · a5 black cross · b5 black cross · c5 black cross · d5 black cross · e5 branco peão · f5 black circle · g5 black circle · h5 black circle | 4 |
| 3 | e8 black cross · e7 black cross · e6 black cross · a5 black cross · b5 black cross · c5 black cross · d5 black cross · e5 branco peão · f5 black circle · g5 black circle · h5 black circle | e8 black cross · e7 black cross · e6 black cross · a5 black cross · b5 black cross · c5 black cross · d5 black cross · e5 branco peão · f5 black circle · g5 black circle · h5 black circle | e8 black cross · e7 black cross · e6 black cross · a5 black cross · b5 black cross · c5 black cross · d5 black cross · e5 branco peão · f5 black circle · g5 black circle · h5 black circle | e8 black cross · e7 black cross · e6 black cross · a5 black cross · b5 black cross · c5 black cross · d5 black cross · e5 branco peão · f5 black circle · g5 black circle · h5 black circle | e8 black cross · e7 black cross · e6 black cross · a5 black cross · b5 black cross · c5 black cross · d5 black cross · e5 branco peão · f5 black circle · g5 black circle · h5 black circle | e8 black cross · e7 black cross · e6 black cross · a5 black cross · b5 black cross · c5 black cross · d5 black cross · e5 branco peão · f5 black circle · g5 black circle · h5 black circle | e8 black cross · e7 black cross · e6 black cross · a5 black cross · b5 black cross · c5 black cross · d5 black cross · e5 branco peão · f5 black circle · g5 black circle · h5 black circle | e8 black cross · e7 black cross · e6 black cross · a5 black cross · b5 black cross · c5 black cross · d5 black cross · e5 branco peão · f5 black circle · g5 black circle · h5 black circle | 3 |
| 2 | e8 black cross · e7 black cross · e6 black cross · a5 black cross · b5 black cross · c5 black cross · d5 black cross · e5 branco peão · f5 black circle · g5 black circle · h5 black circle | e8 black cross · e7 black cross · e6 black cross · a5 black cross · b5 black cross · c5 black cross · d5 black cross · e5 branco peão · f5 black circle · g5 black circle · h5 black circle | e8 black cross · e7 black cross · e6 black cross · a5 black cross · b5 black cross · c5 black cross · d5 black cross · e5 branco peão · f5 black circle · g5 black circle · h5 black circle | e8 black cross · e7 black cross · e6 black cross · a5 black cross · b5 black cross · c5 black cross · d5 black cross · e5 branco peão · f5 black circle · g5 black circle · h5 black circle | e8 black cross · e7 black cross · e6 black cross · a5 black cross · b5 black cross · c5 black cross · d5 black cross · e5 branco peão · f5 black circle · g5 black circle · h5 black circle | e8 black cross · e7 black cross · e6 black cross · a5 black cross · b5 black cross · c5 black cross · d5 black cross · e5 branco peão · f5 black circle · g5 black circle · h5 black circle | e8 black cross · e7 black cross · e6 black cross · a5 black cross · b5 black cross · c5 black cross · d5 black cross · e5 branco peão · f5 black circle · g5 black circle · h5 black circle | e8 black cross · e7 black cross · e6 black cross · a5 black cross · b5 black cross · c5 black cross · d5 black cross · e5 branco peão · f5 black circle · g5 black circle · h5 black circle | 2 |
| 1 | e8 black cross · e7 black cross · e6 black cross · a5 black cross · b5 black cross · c5 black cross · d5 black cross · e5 branco peão · f5 black circle · g5 black circle · h5 black circle | e8 black cross · e7 black cross · e6 black cross · a5 black cross · b5 black cross · c5 black cross · d5 black cross · e5 branco peão · f5 black circle · g5 black circle · h5 black circle | e8 black cross · e7 black cross · e6 black cross · a5 black cross · b5 black cross · c5 black cross · d5 black cross · e5 branco peão · f5 black circle · g5 black circle · h5 black circle | e8 black cross · e7 black cross · e6 black cross · a5 black cross · b5 black cross · c5 black cross · d5 black cross · e5 branco peão · f5 black circle · g5 black circle · h5 black circle | e8 black cross · e7 black cross · e6 black cross · a5 black cross · b5 black cross · c5 black cross · d5 black cross · e5 branco peão · f5 black circle · g5 black circle · h5 black circle | e8 black cross · e7 black cross · e6 black cross · a5 black cross · b5 black cross · c5 black cross · d5 black cross · e5 branco peão · f5 black circle · g5 black circle · h5 black circle | e8 black cross · e7 black cross · e6 black cross · a5 black cross · b5 black cross · c5 black cross · d5 black cross · e5 branco peão · f5 black circle · g5 black circle · h5 black circle | e8 black cross · e7 black cross · e6 black cross · a5 black cross · b5 black cross · c5 black cross · d5 black cross · e5 branco peão · f5 black circle · g5 black circle · h5 black circle | 1 |
|   | a | b | c | d | e | f | g | h |   |

|   | a | b | c | d | e | f | g | h |   |
| 8 | b8 black cross · e8 black cross · h8 black circle · c7 black cross · e7 black cross · g7 black circle · d6 black cross · e6 black cross · f6 black circle · a5 black cross · b5 black cross · c5 black cross · d5 black cross · e5 branco peão · f5 black circle · g5 black circle · h5 black circle | b8 black cross · e8 black cross · h8 black circle · c7 black cross · e7 black cross · g7 black circle · d6 black cross · e6 black cross · f6 black circle · a5 black cross · b5 black cross · c5 black cross · d5 black cross · e5 branco peão · f5 black circle · g5 black circle · h5 black circle | b8 black cross · e8 black cross · h8 black circle · c7 black cross · e7 black cross · g7 black circle · d6 black cross · e6 black cross · f6 black circle · a5 black cross · b5 black cross · c5 black cross · d5 black cross · e5 branco peão · f5 black circle · g5 black circle · h5 black circle | b8 black cross · e8 black cross · h8 black circle · c7 black cross · e7 black cross · g7 black circle · d6 black cross · e6 black cross · f6 black circle · a5 black cross · b5 black cross · c5 black cross · d5 black cross · e5 branco peão · f5 black circle · g5 black circle · h5 black circle | b8 black cross · e8 black cross · h8 black circle · c7 black cross · e7 black cross · g7 black circle · d6 black cross · e6 black cross · f6 black circle · a5 black cross · b5 black cross · c5 black cross · d5 black cross · e5 branco peão · f5 black circle · g5 black circle · h5 black circle | b8 black cross · e8 black cross · h8 black circle · c7 black cross · e7 black cross · g7 black circle · d6 black cross · e6 black cross · f6 black circle · a5 black cross · b5 black cross · c5 black cross · d5 black cross · e5 branco peão · f5 black circle · g5 black circle · h5 black circle | b8 black cross · e8 black cross · h8 black circle · c7 black cross · e7 black cross · g7 black circle · d6 black cross · e6 black cross · f6 black circle · a5 black cross · b5 black cross · c5 black cross · d5 black cross · e5 branco peão · f5 black circle · g5 black circle · h5 black circle | b8 black cross · e8 black cross · h8 black circle · c7 black cross · e7 black cross · g7 black circle · d6 black cross · e6 black cross · f6 black circle · a5 black cross · b5 black cross · c5 black cross · d5 black cross · e5 branco peão · f5 black circle · g5 black circle · h5 black circle | 8 |
| 7 | b8 black cross · e8 black cross · h8 black circle · c7 black cross · e7 black cross · g7 black circle · d6 black cross · e6 black cross · f6 black circle · a5 black cross · b5 black cross · c5 black cross · d5 black cross · e5 branco peão · f5 black circle · g5 black circle · h5 black circle | b8 black cross · e8 black cross · h8 black circle · c7 black cross · e7 black cross · g7 black circle · d6 black cross · e6 black cross · f6 black circle · a5 black cross · b5 black cross · c5 black cross · d5 black cross · e5 branco peão · f5 black circle · g5 black circle · h5 black circle | b8 black cross · e8 black cross · h8 black circle · c7 black cross · e7 black cross · g7 black circle · d6 black cross · e6 black cross · f6 black circle · a5 black cross · b5 black cross · c5 black cross · d5 black cross · e5 branco peão · f5 black circle · g5 black circle · h5 black circle | b8 black cross · e8 black cross · h8 black circle · c7 black cross · e7 black cross · g7 black circle · d6 black cross · e6 black cross · f6 black circle · a5 black cross · b5 black cross · c5 black cross · d5 black cross · e5 branco peão · f5 black circle · g5 black circle · h5 black circle | b8 black cross · e8 black cross · h8 black circle · c7 black cross · e7 black cross · g7 black circle · d6 black cross · e6 black cross · f6 black circle · a5 black cross · b5 black cross · c5 black cross · d5 black cross · e5 branco peão · f5 black circle · g5 black circle · h5 black circle | b8 black cross · e8 black cross · h8 black circle · c7 black cross · e7 black cross · g7 black circle · d6 black cross · e6 black cross · f6 black circle · a5 black cross · b5 black cross · c5 black cross · d5 black cross · e5 branco peão · f5 black circle · g5 black circle · h5 black circle | b8 black cross · e8 black cross · h8 black circle · c7 black cross · e7 black cross · g7 black circle · d6 black cross · e6 black cross · f6 black circle · a5 black cross · b5 black cross · c5 black cross · d5 black cross · e5 branco peão · f5 black circle · g5 black circle · h5 black circle | b8 black cross · e8 black cross · h8 black circle · c7 black cross · e7 black cross · g7 black circle · d6 black cross · e6 black cross · f6 black circle · a5 black cross · b5 black cross · c5 black cross · d5 black cross · e5 branco peão · f5 black circle · g5 black circle · h5 black circle | 7 |
| 6 | b8 black cross · e8 black cross · h8 black circle · c7 black cross · e7 black cross · g7 black circle · d6 black cross · e6 black cross · f6 black circle · a5 black cross · b5 black cross · c5 black cross · d5 black cross · e5 branco peão · f5 black circle · g5 black circle · h5 black circle | b8 black cross · e8 black cross · h8 black circle · c7 black cross · e7 black cross · g7 black circle · d6 black cross · e6 black cross · f6 black circle · a5 black cross · b5 black cross · c5 black cross · d5 black cross · e5 branco peão · f5 black circle · g5 black circle · h5 black circle | b8 black cross · e8 black cross · h8 black circle · c7 black cross · e7 black cross · g7 black circle · d6 black cross · e6 black cross · f6 black circle · a5 black cross · b5 black cross · c5 black cross · d5 black cross · e5 branco peão · f5 black circle · g5 black circle · h5 black circle | b8 black cross · e8 black cross · h8 black circle · c7 black cross · e7 black cross · g7 black circle · d6 black cross · e6 black cross · f6 black circle · a5 black cross · b5 black cross · c5 black cross · d5 black cross · e5 branco peão · f5 black circle · g5 black circle · h5 black circle | b8 black cross · e8 black cross · h8 black circle · c7 black cross · e7 black cross · g7 black circle · d6 black cross · e6 black cross · f6 black circle · a5 black cross · b5 black cross · c5 black cross · d5 black cross · e5 branco peão · f5 black circle · g5 black circle · h5 black circle | b8 black cross · e8 black cross · h8 black circle · c7 black cross · e7 black cross · g7 black circle · d6 black cross · e6 black cross · f6 black circle · a5 black cross · b5 black cross · c5 black cross · d5 black cross · e5 branco peão · f5 black circle · g5 black circle · h5 black circle | b8 black cross · e8 black cross · h8 black circle · c7 black cross · e7 black cross · g7 black circle · d6 black cross · e6 black cross · f6 black circle · a5 black cross · b5 black cross · c5 black cross · d5 black cross · e5 branco peão · f5 black circle · g5 black circle · h5 black circle | b8 black cross · e8 black cross · h8 black circle · c7 black cross · e7 black cross · g7 black circle · d6 black cross · e6 black cross · f6 black circle · a5 black cross · b5 black cross · c5 black cross · d5 black cross · e5 branco peão · f5 black circle · g5 black circle · h5 black circle | 6 |
| 5 | b8 black cross · e8 black cross · h8 black circle · c7 black cross · e7 black cross · g7 black circle · d6 black cross · e6 black cross · f6 black circle · a5 black cross · b5 black cross · c5 black cross · d5 black cross · e5 branco peão · f5 black circle · g5 black circle · h5 black circle | b8 black cross · e8 black cross · h8 black circle · c7 black cross · e7 black cross · g7 black circle · d6 black cross · e6 black cross · f6 black circle · a5 black cross · b5 black cross · c5 black cross · d5 black cross · e5 branco peão · f5 black circle · g5 black circle · h5 black circle | b8 black cross · e8 black cross · h8 black circle · c7 black cross · e7 black cross · g7 black circle · d6 black cross · e6 black cross · f6 black circle · a5 black cross · b5 black cross · c5 black cross · d5 black cross · e5 branco peão · f5 black circle · g5 black circle · h5 black circle | b8 black cross · e8 black cross · h8 black circle · c7 black cross · e7 black cross · g7 black circle · d6 black cross · e6 black cross · f6 black circle · a5 black cross · b5 black cross · c5 black cross · d5 black cross · e5 branco peão · f5 black circle · g5 black circle · h5 black circle | b8 black cross · e8 black cross · h8 black circle · c7 black cross · e7 black cross · g7 black circle · d6 black cross · e6 black cross · f6 black circle · a5 black cross · b5 black cross · c5 black cross · d5 black cross · e5 branco peão · f5 black circle · g5 black circle · h5 black circle | b8 black cross · e8 black cross · h8 black circle · c7 black cross · e7 black cross · g7 black circle · d6 black cross · e6 black cross · f6 black circle · a5 black cross · b5 black cross · c5 black cross · d5 black cross · e5 branco peão · f5 black circle · g5 black circle · h5 black circle | b8 black cross · e8 black cross · h8 black circle · c7 black cross · e7 black cross · g7 black circle · d6 black cross · e6 black cross · f6 black circle · a5 black cross · b5 black cross · c5 black cross · d5 black cross · e5 branco peão · f5 black circle · g5 black circle · h5 black circle | b8 black cross · e8 black cross · h8 black circle · c7 black cross · e7 black cross · g7 black circle · d6 black cross · e6 black cross · f6 black circle · a5 black cross · b5 black cross · c5 black cross · d5 black cross · e5 branco peão · f5 black circle · g5 black circle · h5 black circle | 5 |
| 4 | b8 black cross · e8 black cross · h8 black circle · c7 black cross · e7 black cross · g7 black circle · d6 black cross · e6 black cross · f6 black circle · a5 black cross · b5 black cross · c5 black cross · d5 black cross · e5 branco peão · f5 black circle · g5 black circle · h5 black circle | b8 black cross · e8 black cross · h8 black circle · c7 black cross · e7 black cross · g7 black circle · d6 black cross · e6 black cross · f6 black circle · a5 black cross · b5 black cross · c5 black cross · d5 black cross · e5 branco peão · f5 black circle · g5 black circle · h5 black circle | b8 black cross · e8 black cross · h8 black circle · c7 black cross · e7 black cross · g7 black circle · d6 black cross · e6 black cross · f6 black circle · a5 black cross · b5 black cross · c5 black cross · d5 black cross · e5 branco peão · f5 black circle · g5 black circle · h5 black circle | b8 black cross · e8 black cross · h8 black circle · c7 black cross · e7 black cross · g7 black circle · d6 black cross · e6 black cross · f6 black circle · a5 black cross · b5 black cross · c5 black cross · d5 black cross · e5 branco peão · f5 black circle · g5 black circle · h5 black circle | b8 black cross · e8 black cross · h8 black circle · c7 black cross · e7 black cross · g7 black circle · d6 black cross · e6 black cross · f6 black circle · a5 black cross · b5 black cross · c5 black cross · d5 black cross · e5 branco peão · f5 black circle · g5 black circle · h5 black circle | b8 black cross · e8 black cross · h8 black circle · c7 black cross · e7 black cross · g7 black circle · d6 black cross · e6 black cross · f6 black circle · a5 black cross · b5 black cross · c5 black cross · d5 black cross · e5 branco peão · f5 black circle · g5 black circle · h5 black circle | b8 black cross · e8 black cross · h8 black circle · c7 black cross · e7 black cross · g7 black circle · d6 black cross · e6 black cross · f6 black circle · a5 black cross · b5 black cross · c5 black cross · d5 black cross · e5 branco peão · f5 black circle · g5 black circle · h5 black circle | b8 black cross · e8 black cross · h8 black circle · c7 black cross · e7 black cross · g7 black circle · d6 black cross · e6 black cross · f6 black circle · a5 black cross · b5 black cross · c5 black cross · d5 black cross · e5 branco peão · f5 black circle · g5 black circle · h5 black circle | 4 |
| 3 | b8 black cross · e8 black cross · h8 black circle · c7 black cross · e7 black cross · g7 black circle · d6 black cross · e6 black cross · f6 black circle · a5 black cross · b5 black cross · c5 black cross · d5 black cross · e5 branco peão · f5 black circle · g5 black circle · h5 black circle | b8 black cross · e8 black cross · h8 black circle · c7 black cross · e7 black cross · g7 black circle · d6 black cross · e6 black cross · f6 black circle · a5 black cross · b5 black cross · c5 black cross · d5 black cross · e5 branco peão · f5 black circle · g5 black circle · h5 black circle | b8 black cross · e8 black cross · h8 black circle · c7 black cross · e7 black cross · g7 black circle · d6 black cross · e6 black cross · f6 black circle · a5 black cross · b5 black cross · c5 black cross · d5 black cross · e5 branco peão · f5 black circle · g5 black circle · h5 black circle | b8 black cross · e8 black cross · h8 black circle · c7 black cross · e7 black cross · g7 black circle · d6 black cross · e6 black cross · f6 black circle · a5 black cross · b5 black cross · c5 black cross · d5 black cross · e5 branco peão · f5 black circle · g5 black circle · h5 black circle | b8 black cross · e8 black cross · h8 black circle · c7 black cross · e7 black cross · g7 black circle · d6 black cross · e6 black cross · f6 black circle · a5 black cross · b5 black cross · c5 black cross · d5 black cross · e5 branco peão · f5 black circle · g5 black circle · h5 black circle | b8 black cross · e8 black cross · h8 black circle · c7 black cross · e7 black cross · g7 black circle · d6 black cross · e6 black cross · f6 black circle · a5 black cross · b5 black cross · c5 black cross · d5 black cross · e5 branco peão · f5 black circle · g5 black circle · h5 black circle | b8 black cross · e8 black cross · h8 black circle · c7 black cross · e7 black cross · g7 black circle · d6 black cross · e6 black cross · f6 black circle · a5 black cross · b5 black cross · c5 black cross · d5 black cross · e5 branco peão · f5 black circle · g5 black circle · h5 black circle | b8 black cross · e8 black cross · h8 black circle · c7 black cross · e7 black cross · g7 black circle · d6 black cross · e6 black cross · f6 black circle · a5 black cross · b5 black cross · c5 black cross · d5 black cross · e5 branco peão · f5 black circle · g5 black circle · h5 black circle | 3 |
| 2 | b8 black cross · e8 black cross · h8 black circle · c7 black cross · e7 black cross · g7 black circle · d6 black cross · e6 black cross · f6 black circle · a5 black cross · b5 black cross · c5 black cross · d5 black cross · e5 branco peão · f5 black circle · g5 black circle · h5 black circle | b8 black cross · e8 black cross · h8 black circle · c7 black cross · e7 black cross · g7 black circle · d6 black cross · e6 black cross · f6 black circle · a5 black cross · b5 black cross · c5 black cross · d5 black cross · e5 branco peão · f5 black circle · g5 black circle · h5 black circle | b8 black cross · e8 black cross · h8 black circle · c7 black cross · e7 black cross · g7 black circle · d6 black cross · e6 black cross · f6 black circle · a5 black cross · b5 black cross · c5 black cross · d5 black cross · e5 branco peão · f5 black circle · g5 black circle · h5 black circle | b8 black cross · e8 black cross · h8 black circle · c7 black cross · e7 black cross · g7 black circle · d6 black cross · e6 black cross · f6 black circle · a5 black cross · b5 black cross · c5 black cross · d5 black cross · e5 branco peão · f5 black circle · g5 black circle · h5 black circle | b8 black cross · e8 black cross · h8 black circle · c7 black cross · e7 black cross · g7 black circle · d6 black cross · e6 black cross · f6 black circle · a5 black cross · b5 black cross · c5 black cross · d5 black cross · e5 branco peão · f5 black circle · g5 black circle · h5 black circle | b8 black cross · e8 black cross · h8 black circle · c7 black cross · e7 black cross · g7 black circle · d6 black cross · e6 black cross · f6 black circle · a5 black cross · b5 black cross · c5 black cross · d5 black cross · e5 branco peão · f5 black circle · g5 black circle · h5 black circle | b8 black cross · e8 black cross · h8 black circle · c7 black cross · e7 black cross · g7 black circle · d6 black cross · e6 black cross · f6 black circle · a5 black cross · b5 black cross · c5 black cross · d5 black cross · e5 branco peão · f5 black circle · g5 black circle · h5 black circle | b8 black cross · e8 black cross · h8 black circle · c7 black cross · e7 black cross · g7 black circle · d6 black cross · e6 black cross · f6 black circle · a5 black cross · b5 black cross · c5 black cross · d5 black cross · e5 branco peão · f5 black circle · g5 black circle · h5 black circle | 2 |
| 1 | b8 black cross · e8 black cross · h8 black circle · c7 black cross · e7 black cross · g7 black circle · d6 black cross · e6 black cross · f6 black circle · a5 black cross · b5 black cross · c5 black cross · d5 black cross · e5 branco peão · f5 black circle · g5 black circle · h5 black circle | b8 black cross · e8 black cross · h8 black circle · c7 black cross · e7 black cross · g7 black circle · d6 black cross · e6 black cross · f6 black circle · a5 black cross · b5 black cross · c5 black cross · d5 black cross · e5 branco peão · f5 black circle · g5 black circle · h5 black circle | b8 black cross · e8 black cross · h8 black circle · c7 black cross · e7 black cross · g7 black circle · d6 black cross · e6 black cross · f6 black circle · a5 black cross · b5 black cross · c5 black cross · d5 black cross · e5 branco peão · f5 black circle · g5 black circle · h5 black circle | b8 black cross · e8 black cross · h8 black circle · c7 black cross · e7 black cross · g7 black circle · d6 black cross · e6 black cross · f6 black circle · a5 black cross · b5 black cross · c5 black cross · d5 black cross · e5 branco peão · f5 black circle · g5 black circle · h5 black circle | b8 black cross · e8 black cross · h8 black circle · c7 black cross · e7 black cross · g7 black circle · d6 black cross · e6 black cross · f6 black circle · a5 black cross · b5 black cross · c5 black cross · d5 black cross · e5 branco peão · f5 black circle · g5 black circle · h5 black circle | b8 black cross · e8 black cross · h8 black circle · c7 black cross · e7 black cross · g7 black circle · d6 black cross · e6 black cross · f6 black circle · a5 black cross · b5 black cross · c5 black cross · d5 black cross · e5 branco peão · f5 black circle · g5 black circle · h5 black circle | b8 black cross · e8 black cross · h8 black circle · c7 black cross · e7 black cross · g7 black circle · d6 black cross · e6 black cross · f6 black circle · a5 black cross · b5 black cross · c5 black cross · d5 black cross · e5 branco peão · f5 black circle · g5 black circle · h5 black circle | b8 black cross · e8 black cross · h8 black circle · c7 black cross · e7 black cross · g7 black circle · d6 black cross · e6 black cross · f6 black circle · a5 black cross · b5 black cross · c5 black cross · d5 black cross · e5 branco peão · f5 black circle · g5 black circle · h5 black circle | 1 |
|   | a | b | c | d | e | f | g | h |   |

|   | a | b | c | d | e | f | g | h |   |
| 8 | b8 black cross · c8 black cross · d8 black cross · e8 black cross · f8 black circle · g8 black circle · h8 black circle · b7 black cross · c7 black cross · d7 black cross · e7 black cross · f7 black circle · g7 black circle · h7 black circle · b6 black cross · c6 black cross · d6 black cross · e6 black cross · f6 black circle · g6 black circle · h6 black circle · b5 black cross · c5 black cross · d5 black cross · e5 branco peão · f5 black circle · g5 black circle · h5 black circle | b8 black cross · c8 black cross · d8 black cross · e8 black cross · f8 black circle · g8 black circle · h8 black circle · b7 black cross · c7 black cross · d7 black cross · e7 black cross · f7 black circle · g7 black circle · h7 black circle · b6 black cross · c6 black cross · d6 black cross · e6 black cross · f6 black circle · g6 black circle · h6 black circle · b5 black cross · c5 black cross · d5 black cross · e5 branco peão · f5 black circle · g5 black circle · h5 black circle | b8 black cross · c8 black cross · d8 black cross · e8 black cross · f8 black circle · g8 black circle · h8 black circle · b7 black cross · c7 black cross · d7 black cross · e7 black cross · f7 black circle · g7 black circle · h7 black circle · b6 black cross · c6 black cross · d6 black cross · e6 black cross · f6 black circle · g6 black circle · h6 black circle · b5 black cross · c5 black cross · d5 black cross · e5 branco peão · f5 black circle · g5 black circle · h5 black circle | b8 black cross · c8 black cross · d8 black cross · e8 black cross · f8 black circle · g8 black circle · h8 black circle · b7 black cross · c7 black cross · d7 black cross · e7 black cross · f7 black circle · g7 black circle · h7 black circle · b6 black cross · c6 black cross · d6 black cross · e6 black cross · f6 black circle · g6 black circle · h6 black circle · b5 black cross · c5 black cross · d5 black cross · e5 branco peão · f5 black circle · g5 black circle · h5 black circle | b8 black cross · c8 black cross · d8 black cross · e8 black cross · f8 black circle · g8 black circle · h8 black circle · b7 black cross · c7 black cross · d7 black cross · e7 black cross · f7 black circle · g7 black circle · h7 black circle · b6 black cross · c6 black cross · d6 black cross · e6 black cross · f6 black circle · g6 black circle · h6 black circle · b5 black cross · c5 black cross · d5 black cross · e5 branco peão · f5 black circle · g5 black circle · h5 black circle | b8 black cross · c8 black cross · d8 black cross · e8 black cross · f8 black circle · g8 black circle · h8 black circle · b7 black cross · c7 black cross · d7 black cross · e7 black cross · f7 black circle · g7 black circle · h7 black circle · b6 black cross · c6 black cross · d6 black cross · e6 black cross · f6 black circle · g6 black circle · h6 black circle · b5 black cross · c5 black cross · d5 black cross · e5 branco peão · f5 black circle · g5 black circle · h5 black circle | b8 black cross · c8 black cross · d8 black cross · e8 black cross · f8 black circle · g8 black circle · h8 black circle · b7 black cross · c7 black cross · d7 black cross · e7 black cross · f7 black circle · g7 black circle · h7 black circle · b6 black cross · c6 black cross · d6 black cross · e6 black cross · f6 black circle · g6 black circle · h6 black circle · b5 black cross · c5 black cross · d5 black cross · e5 branco peão · f5 black circle · g5 black circle · h5 black circle | b8 black cross · c8 black cross · d8 black cross · e8 black cross · f8 black circle · g8 black circle · h8 black circle · b7 black cross · c7 black cross · d7 black cross · e7 black cross · f7 black circle · g7 black circle · h7 black circle · b6 black cross · c6 black cross · d6 black cross · e6 black cross · f6 black circle · g6 black circle · h6 black circle · b5 black cross · c5 black cross · d5 black cross · e5 branco peão · f5 black circle · g5 black circle · h5 black circle | 8 |
| 7 | b8 black cross · c8 black cross · d8 black cross · e8 black cross · f8 black circle · g8 black circle · h8 black circle · b7 black cross · c7 black cross · d7 black cross · e7 black cross · f7 black circle · g7 black circle · h7 black circle · b6 black cross · c6 black cross · d6 black cross · e6 black cross · f6 black circle · g6 black circle · h6 black circle · b5 black cross · c5 black cross · d5 black cross · e5 branco peão · f5 black circle · g5 black circle · h5 black circle | b8 black cross · c8 black cross · d8 black cross · e8 black cross · f8 black circle · g8 black circle · h8 black circle · b7 black cross · c7 black cross · d7 black cross · e7 black cross · f7 black circle · g7 black circle · h7 black circle · b6 black cross · c6 black cross · d6 black cross · e6 black cross · f6 black circle · g6 black circle · h6 black circle · b5 black cross · c5 black cross · d5 black cross · e5 branco peão · f5 black circle · g5 black circle · h5 black circle | b8 black cross · c8 black cross · d8 black cross · e8 black cross · f8 black circle · g8 black circle · h8 black circle · b7 black cross · c7 black cross · d7 black cross · e7 black cross · f7 black circle · g7 black circle · h7 black circle · b6 black cross · c6 black cross · d6 black cross · e6 black cross · f6 black circle · g6 black circle · h6 black circle · b5 black cross · c5 black cross · d5 black cross · e5 branco peão · f5 black circle · g5 black circle · h5 black circle | b8 black cross · c8 black cross · d8 black cross · e8 black cross · f8 black circle · g8 black circle · h8 black circle · b7 black cross · c7 black cross · d7 black cross · e7 black cross · f7 black circle · g7 black circle · h7 black circle · b6 black cross · c6 black cross · d6 black cross · e6 black cross · f6 black circle · g6 black circle · h6 black circle · b5 black cross · c5 black cross · d5 black cross · e5 branco peão · f5 black circle · g5 black circle · h5 black circle | b8 black cross · c8 black cross · d8 black cross · e8 black cross · f8 black circle · g8 black circle · h8 black circle · b7 black cross · c7 black cross · d7 black cross · e7 black cross · f7 black circle · g7 black circle · h7 black circle · b6 black cross · c6 black cross · d6 black cross · e6 black cross · f6 black circle · g6 black circle · h6 black circle · b5 black cross · c5 black cross · d5 black cross · e5 branco peão · f5 black circle · g5 black circle · h5 black circle | b8 black cross · c8 black cross · d8 black cross · e8 black cross · f8 black circle · g8 black circle · h8 black circle · b7 black cross · c7 black cross · d7 black cross · e7 black cross · f7 black circle · g7 black circle · h7 black circle · b6 black cross · c6 black cross · d6 black cross · e6 black cross · f6 black circle · g6 black circle · h6 black circle · b5 black cross · c5 black cross · d5 black cross · e5 branco peão · f5 black circle · g5 black circle · h5 black circle | b8 black cross · c8 black cross · d8 black cross · e8 black cross · f8 black circle · g8 black circle · h8 black circle · b7 black cross · c7 black cross · d7 black cross · e7 black cross · f7 black circle · g7 black circle · h7 black circle · b6 black cross · c6 black cross · d6 black cross · e6 black cross · f6 black circle · g6 black circle · h6 black circle · b5 black cross · c5 black cross · d5 black cross · e5 branco peão · f5 black circle · g5 black circle · h5 black circle | b8 black cross · c8 black cross · d8 black cross · e8 black cross · f8 black circle · g8 black circle · h8 black circle · b7 black cross · c7 black cross · d7 black cross · e7 black cross · f7 black circle · g7 black circle · h7 black circle · b6 black cross · c6 black cross · d6 black cross · e6 black cross · f6 black circle · g6 black circle · h6 black circle · b5 black cross · c5 black cross · d5 black cross · e5 branco peão · f5 black circle · g5 black circle · h5 black circle | 7 |
| 6 | b8 black cross · c8 black cross · d8 black cross · e8 black cross · f8 black circle · g8 black circle · h8 black circle · b7 black cross · c7 black cross · d7 black cross · e7 black cross · f7 black circle · g7 black circle · h7 black circle · b6 black cross · c6 black cross · d6 black cross · e6 black cross · f6 black circle · g6 black circle · h6 black circle · b5 black cross · c5 black cross · d5 black cross · e5 branco peão · f5 black circle · g5 black circle · h5 black circle | b8 black cross · c8 black cross · d8 black cross · e8 black cross · f8 black circle · g8 black circle · h8 black circle · b7 black cross · c7 black cross · d7 black cross · e7 black cross · f7 black circle · g7 black circle · h7 black circle · b6 black cross · c6 black cross · d6 black cross · e6 black cross · f6 black circle · g6 black circle · h6 black circle · b5 black cross · c5 black cross · d5 black cross · e5 branco peão · f5 black circle · g5 black circle · h5 black circle | b8 black cross · c8 black cross · d8 black cross · e8 black cross · f8 black circle · g8 black circle · h8 black circle · b7 black cross · c7 black cross · d7 black cross · e7 black cross · f7 black circle · g7 black circle · h7 black circle · b6 black cross · c6 black cross · d6 black cross · e6 black cross · f6 black circle · g6 black circle · h6 black circle · b5 black cross · c5 black cross · d5 black cross · e5 branco peão · f5 black circle · g5 black circle · h5 black circle | b8 black cross · c8 black cross · d8 black cross · e8 black cross · f8 black circle · g8 black circle · h8 black circle · b7 black cross · c7 black cross · d7 black cross · e7 black cross · f7 black circle · g7 black circle · h7 black circle · b6 black cross · c6 black cross · d6 black cross · e6 black cross · f6 black circle · g6 black circle · h6 black circle · b5 black cross · c5 black cross · d5 black cross · e5 branco peão · f5 black circle · g5 black circle · h5 black circle | b8 black cross · c8 black cross · d8 black cross · e8 black cross · f8 black circle · g8 black circle · h8 black circle · b7 black cross · c7 black cross · d7 black cross · e7 black cross · f7 black circle · g7 black circle · h7 black circle · b6 black cross · c6 black cross · d6 black cross · e6 black cross · f6 black circle · g6 black circle · h6 black circle · b5 black cross · c5 black cross · d5 black cross · e5 branco peão · f5 black circle · g5 black circle · h5 black circle | b8 black cross · c8 black cross · d8 black cross · e8 black cross · f8 black circle · g8 black circle · h8 black circle · b7 black cross · c7 black cross · d7 black cross · e7 black cross · f7 black circle · g7 black circle · h7 black circle · b6 black cross · c6 black cross · d6 black cross · e6 black cross · f6 black circle · g6 black circle · h6 black circle · b5 black cross · c5 black cross · d5 black cross · e5 branco peão · f5 black circle · g5 black circle · h5 black circle | b8 black cross · c8 black cross · d8 black cross · e8 black cross · f8 black circle · g8 black circle · h8 black circle · b7 black cross · c7 black cross · d7 black cross · e7 black cross · f7 black circle · g7 black circle · h7 black circle · b6 black cross · c6 black cross · d6 black cross · e6 black cross · f6 black circle · g6 black circle · h6 black circle · b5 black cross · c5 black cross · d5 black cross · e5 branco peão · f5 black circle · g5 black circle · h5 black circle | b8 black cross · c8 black cross · d8 black cross · e8 black cross · f8 black circle · g8 black circle · h8 black circle · b7 black cross · c7 black cross · d7 black cross · e7 black cross · f7 black circle · g7 black circle · h7 black circle · b6 black cross · c6 black cross · d6 black cross · e6 black cross · f6 black circle · g6 black circle · h6 black circle · b5 black cross · c5 black cross · d5 black cross · e5 branco peão · f5 black circle · g5 black circle · h5 black circle | 6 |
| 5 | b8 black cross · c8 black cross · d8 black cross · e8 black cross · f8 black circle · g8 black circle · h8 black circle · b7 black cross · c7 black cross · d7 black cross · e7 black cross · f7 black circle · g7 black circle · h7 black circle · b6 black cross · c6 black cross · d6 black cross · e6 black cross · f6 black circle · g6 black circle · h6 black circle · b5 black cross · c5 black cross · d5 black cross · e5 branco peão · f5 black circle · g5 black circle · h5 black circle | b8 black cross · c8 black cross · d8 black cross · e8 black cross · f8 black circle · g8 black circle · h8 black circle · b7 black cross · c7 black cross · d7 black cross · e7 black cross · f7 black circle · g7 black circle · h7 black circle · b6 black cross · c6 black cross · d6 black cross · e6 black cross · f6 black circle · g6 black circle · h6 black circle · b5 black cross · c5 black cross · d5 black cross · e5 branco peão · f5 black circle · g5 black circle · h5 black circle | b8 black cross · c8 black cross · d8 black cross · e8 black cross · f8 black circle · g8 black circle · h8 black circle · b7 black cross · c7 black cross · d7 black cross · e7 black cross · f7 black circle · g7 black circle · h7 black circle · b6 black cross · c6 black cross · d6 black cross · e6 black cross · f6 black circle · g6 black circle · h6 black circle · b5 black cross · c5 black cross · d5 black cross · e5 branco peão · f5 black circle · g5 black circle · h5 black circle | b8 black cross · c8 black cross · d8 black cross · e8 black cross · f8 black circle · g8 black circle · h8 black circle · b7 black cross · c7 black cross · d7 black cross · e7 black cross · f7 black circle · g7 black circle · h7 black circle · b6 black cross · c6 black cross · d6 black cross · e6 black cross · f6 black circle · g6 black circle · h6 black circle · b5 black cross · c5 black cross · d5 black cross · e5 branco peão · f5 black circle · g5 black circle · h5 black circle | b8 black cross · c8 black cross · d8 black cross · e8 black cross · f8 black circle · g8 black circle · h8 black circle · b7 black cross · c7 black cross · d7 black cross · e7 black cross · f7 black circle · g7 black circle · h7 black circle · b6 black cross · c6 black cross · d6 black cross · e6 black cross · f6 black circle · g6 black circle · h6 black circle · b5 black cross · c5 black cross · d5 black cross · e5 branco peão · f5 black circle · g5 black circle · h5 black circle | b8 black cross · c8 black cross · d8 black cross · e8 black cross · f8 black circle · g8 black circle · h8 black circle · b7 black cross · c7 black cross · d7 black cross · e7 black cross · f7 black circle · g7 black circle · h7 black circle · b6 black cross · c6 black cross · d6 black cross · e6 black cross · f6 black circle · g6 black circle · h6 black circle · b5 black cross · c5 black cross · d5 black cross · e5 branco peão · f5 black circle · g5 black circle · h5 black circle | b8 black cross · c8 black cross · d8 black cross · e8 black cross · f8 black circle · g8 black circle · h8 black circle · b7 black cross · c7 black cross · d7 black cross · e7 black cross · f7 black circle · g7 black circle · h7 black circle · b6 black cross · c6 black cross · d6 black cross · e6 black cross · f6 black circle · g6 black circle · h6 black circle · b5 black cross · c5 black cross · d5 black cross · e5 branco peão · f5 black circle · g5 black circle · h5 black circle | b8 black cross · c8 black cross · d8 black cross · e8 black cross · f8 black circle · g8 black circle · h8 black circle · b7 black cross · c7 black cross · d7 black cross · e7 black cross · f7 black circle · g7 black circle · h7 black circle · b6 black cross · c6 black cross · d6 black cross · e6 black cross · f6 black circle · g6 black circle · h6 black circle · b5 black cross · c5 black cross · d5 black cross · e5 branco peão · f5 black circle · g5 black circle · h5 black circle | 5 |
| 4 | b8 black cross · c8 black cross · d8 black cross · e8 black cross · f8 black circle · g8 black circle · h8 black circle · b7 black cross · c7 black cross · d7 black cross · e7 black cross · f7 black circle · g7 black circle · h7 black circle · b6 black cross · c6 black cross · d6 black cross · e6 black cross · f6 black circle · g6 black circle · h6 black circle · b5 black cross · c5 black cross · d5 black cross · e5 branco peão · f5 black circle · g5 black circle · h5 black circle | b8 black cross · c8 black cross · d8 black cross · e8 black cross · f8 black circle · g8 black circle · h8 black circle · b7 black cross · c7 black cross · d7 black cross · e7 black cross · f7 black circle · g7 black circle · h7 black circle · b6 black cross · c6 black cross · d6 black cross · e6 black cross · f6 black circle · g6 black circle · h6 black circle · b5 black cross · c5 black cross · d5 black cross · e5 branco peão · f5 black circle · g5 black circle · h5 black circle | b8 black cross · c8 black cross · d8 black cross · e8 black cross · f8 black circle · g8 black circle · h8 black circle · b7 black cross · c7 black cross · d7 black cross · e7 black cross · f7 black circle · g7 black circle · h7 black circle · b6 black cross · c6 black cross · d6 black cross · e6 black cross · f6 black circle · g6 black circle · h6 black circle · b5 black cross · c5 black cross · d5 black cross · e5 branco peão · f5 black circle · g5 black circle · h5 black circle | b8 black cross · c8 black cross · d8 black cross · e8 black cross · f8 black circle · g8 black circle · h8 black circle · b7 black cross · c7 black cross · d7 black cross · e7 black cross · f7 black circle · g7 black circle · h7 black circle · b6 black cross · c6 black cross · d6 black cross · e6 black cross · f6 black circle · g6 black circle · h6 black circle · b5 black cross · c5 black cross · d5 black cross · e5 branco peão · f5 black circle · g5 black circle · h5 black circle | b8 black cross · c8 black cross · d8 black cross · e8 black cross · f8 black circle · g8 black circle · h8 black circle · b7 black cross · c7 black cross · d7 black cross · e7 black cross · f7 black circle · g7 black circle · h7 black circle · b6 black cross · c6 black cross · d6 black cross · e6 black cross · f6 black circle · g6 black circle · h6 black circle · b5 black cross · c5 black cross · d5 black cross · e5 branco peão · f5 black circle · g5 black circle · h5 black circle | b8 black cross · c8 black cross · d8 black cross · e8 black cross · f8 black circle · g8 black circle · h8 black circle · b7 black cross · c7 black cross · d7 black cross · e7 black cross · f7 black circle · g7 black circle · h7 black circle · b6 black cross · c6 black cross · d6 black cross · e6 black cross · f6 black circle · g6 black circle · h6 black circle · b5 black cross · c5 black cross · d5 black cross · e5 branco peão · f5 black circle · g5 black circle · h5 black circle | b8 black cross · c8 black cross · d8 black cross · e8 black cross · f8 black circle · g8 black circle · h8 black circle · b7 black cross · c7 black cross · d7 black cross · e7 black cross · f7 black circle · g7 black circle · h7 black circle · b6 black cross · c6 black cross · d6 black cross · e6 black cross · f6 black circle · g6 black circle · h6 black circle · b5 black cross · c5 black cross · d5 black cross · e5 branco peão · f5 black circle · g5 black circle · h5 black circle | b8 black cross · c8 black cross · d8 black cross · e8 black cross · f8 black circle · g8 black circle · h8 black circle · b7 black cross · c7 black cross · d7 black cross · e7 black cross · f7 black circle · g7 black circle · h7 black circle · b6 black cross · c6 black cross · d6 black cross · e6 black cross · f6 black circle · g6 black circle · h6 black circle · b5 black cross · c5 black cross · d5 black cross · e5 branco peão · f5 black circle · g5 black circle · h5 black circle | 4 |
| 3 | b8 black cross · c8 black cross · d8 black cross · e8 black cross · f8 black circle · g8 black circle · h8 black circle · b7 black cross · c7 black cross · d7 black cross · e7 black cross · f7 black circle · g7 black circle · h7 black circle · b6 black cross · c6 black cross · d6 black cross · e6 black cross · f6 black circle · g6 black circle · h6 black circle · b5 black cross · c5 black cross · d5 black cross · e5 branco peão · f5 black circle · g5 black circle · h5 black circle | b8 black cross · c8 black cross · d8 black cross · e8 black cross · f8 black circle · g8 black circle · h8 black circle · b7 black cross · c7 black cross · d7 black cross · e7 black cross · f7 black circle · g7 black circle · h7 black circle · b6 black cross · c6 black cross · d6 black cross · e6 black cross · f6 black circle · g6 black circle · h6 black circle · b5 black cross · c5 black cross · d5 black cross · e5 branco peão · f5 black circle · g5 black circle · h5 black circle | b8 black cross · c8 black cross · d8 black cross · e8 black cross · f8 black circle · g8 black circle · h8 black circle · b7 black cross · c7 black cross · d7 black cross · e7 black cross · f7 black circle · g7 black circle · h7 black circle · b6 black cross · c6 black cross · d6 black cross · e6 black cross · f6 black circle · g6 black circle · h6 black circle · b5 black cross · c5 black cross · d5 black cross · e5 branco peão · f5 black circle · g5 black circle · h5 black circle | b8 black cross · c8 black cross · d8 black cross · e8 black cross · f8 black circle · g8 black circle · h8 black circle · b7 black cross · c7 black cross · d7 black cross · e7 black cross · f7 black circle · g7 black circle · h7 black circle · b6 black cross · c6 black cross · d6 black cross · e6 black cross · f6 black circle · g6 black circle · h6 black circle · b5 black cross · c5 black cross · d5 black cross · e5 branco peão · f5 black circle · g5 black circle · h5 black circle | b8 black cross · c8 black cross · d8 black cross · e8 black cross · f8 black circle · g8 black circle · h8 black circle · b7 black cross · c7 black cross · d7 black cross · e7 black cross · f7 black circle · g7 black circle · h7 black circle · b6 black cross · c6 black cross · d6 black cross · e6 black cross · f6 black circle · g6 black circle · h6 black circle · b5 black cross · c5 black cross · d5 black cross · e5 branco peão · f5 black circle · g5 black circle · h5 black circle | b8 black cross · c8 black cross · d8 black cross · e8 black cross · f8 black circle · g8 black circle · h8 black circle · b7 black cross · c7 black cross · d7 black cross · e7 black cross · f7 black circle · g7 black circle · h7 black circle · b6 black cross · c6 black cross · d6 black cross · e6 black cross · f6 black circle · g6 black circle · h6 black circle · b5 black cross · c5 black cross · d5 black cross · e5 branco peão · f5 black circle · g5 black circle · h5 black circle | b8 black cross · c8 black cross · d8 black cross · e8 black cross · f8 black circle · g8 black circle · h8 black circle · b7 black cross · c7 black cross · d7 black cross · e7 black cross · f7 black circle · g7 black circle · h7 black circle · b6 black cross · c6 black cross · d6 black cross · e6 black cross · f6 black circle · g6 black circle · h6 black circle · b5 black cross · c5 black cross · d5 black cross · e5 branco peão · f5 black circle · g5 black circle · h5 black circle | b8 black cross · c8 black cross · d8 black cross · e8 black cross · f8 black circle · g8 black circle · h8 black circle · b7 black cross · c7 black cross · d7 black cross · e7 black cross · f7 black circle · g7 black circle · h7 black circle · b6 black cross · c6 black cross · d6 black cross · e6 black cross · f6 black circle · g6 black circle · h6 black circle · b5 black cross · c5 black cross · d5 black cross · e5 branco peão · f5 black circle · g5 black circle · h5 black circle | 3 |
| 2 | b8 black cross · c8 black cross · d8 black cross · e8 black cross · f8 black circle · g8 black circle · h8 black circle · b7 black cross · c7 black cross · d7 black cross · e7 black cross · f7 black circle · g7 black circle · h7 black circle · b6 black cross · c6 black cross · d6 black cross · e6 black cross · f6 black circle · g6 black circle · h6 black circle · b5 black cross · c5 black cross · d5 black cross · e5 branco peão · f5 black circle · g5 black circle · h5 black circle | b8 black cross · c8 black cross · d8 black cross · e8 black cross · f8 black circle · g8 black circle · h8 black circle · b7 black cross · c7 black cross · d7 black cross · e7 black cross · f7 black circle · g7 black circle · h7 black circle · b6 black cross · c6 black cross · d6 black cross · e6 black cross · f6 black circle · g6 black circle · h6 black circle · b5 black cross · c5 black cross · d5 black cross · e5 branco peão · f5 black circle · g5 black circle · h5 black circle | b8 black cross · c8 black cross · d8 black cross · e8 black cross · f8 black circle · g8 black circle · h8 black circle · b7 black cross · c7 black cross · d7 black cross · e7 black cross · f7 black circle · g7 black circle · h7 black circle · b6 black cross · c6 black cross · d6 black cross · e6 black cross · f6 black circle · g6 black circle · h6 black circle · b5 black cross · c5 black cross · d5 black cross · e5 branco peão · f5 black circle · g5 black circle · h5 black circle | b8 black cross · c8 black cross · d8 black cross · e8 black cross · f8 black circle · g8 black circle · h8 black circle · b7 black cross · c7 black cross · d7 black cross · e7 black cross · f7 black circle · g7 black circle · h7 black circle · b6 black cross · c6 black cross · d6 black cross · e6 black cross · f6 black circle · g6 black circle · h6 black circle · b5 black cross · c5 black cross · d5 black cross · e5 branco peão · f5 black circle · g5 black circle · h5 black circle | b8 black cross · c8 black cross · d8 black cross · e8 black cross · f8 black circle · g8 black circle · h8 black circle · b7 black cross · c7 black cross · d7 black cross · e7 black cross · f7 black circle · g7 black circle · h7 black circle · b6 black cross · c6 black cross · d6 black cross · e6 black cross · f6 black circle · g6 black circle · h6 black circle · b5 black cross · c5 black cross · d5 black cross · e5 branco peão · f5 black circle · g5 black circle · h5 black circle | b8 black cross · c8 black cross · d8 black cross · e8 black cross · f8 black circle · g8 black circle · h8 black circle · b7 black cross · c7 black cross · d7 black cross · e7 black cross · f7 black circle · g7 black circle · h7 black circle · b6 black cross · c6 black cross · d6 black cross · e6 black cross · f6 black circle · g6 black circle · h6 black circle · b5 black cross · c5 black cross · d5 black cross · e5 branco peão · f5 black circle · g5 black circle · h5 black circle | b8 black cross · c8 black cross · d8 black cross · e8 black cross · f8 black circle · g8 black circle · h8 black circle · b7 black cross · c7 black cross · d7 black cross · e7 black cross · f7 black circle · g7 black circle · h7 black circle · b6 black cross · c6 black cross · d6 black cross · e6 black cross · f6 black circle · g6 black circle · h6 black circle · b5 black cross · c5 black cross · d5 black cross · e5 branco peão · f5 black circle · g5 black circle · h5 black circle | b8 black cross · c8 black cross · d8 black cross · e8 black cross · f8 black circle · g8 black circle · h8 black circle · b7 black cross · c7 black cross · d7 black cross · e7 black cross · f7 black circle · g7 black circle · h7 black circle · b6 black cross · c6 black cross · d6 black cross · e6 black cross · f6 black circle · g6 black circle · h6 black circle · b5 black cross · c5 black cross · d5 black cross · e5 branco peão · f5 black circle · g5 black circle · h5 black circle | 2 |
| 1 | b8 black cross · c8 black cross · d8 black cross · e8 black cross · f8 black circle · g8 black circle · h8 black circle · b7 black cross · c7 black cross · d7 black cross · e7 black cross · f7 black circle · g7 black circle · h7 black circle · b6 black cross · c6 black cross · d6 black cross · e6 black cross · f6 black circle · g6 black circle · h6 black circle · b5 black cross · c5 black cross · d5 black cross · e5 branco peão · f5 black circle · g5 black circle · h5 black circle | b8 black cross · c8 black cross · d8 black cross · e8 black cross · f8 black circle · g8 black circle · h8 black circle · b7 black cross · c7 black cross · d7 black cross · e7 black cross · f7 black circle · g7 black circle · h7 black circle · b6 black cross · c6 black cross · d6 black cross · e6 black cross · f6 black circle · g6 black circle · h6 black circle · b5 black cross · c5 black cross · d5 black cross · e5 branco peão · f5 black circle · g5 black circle · h5 black circle | b8 black cross · c8 black cross · d8 black cross · e8 black cross · f8 black circle · g8 black circle · h8 black circle · b7 black cross · c7 black cross · d7 black cross · e7 black cross · f7 black circle · g7 black circle · h7 black circle · b6 black cross · c6 black cross · d6 black cross · e6 black cross · f6 black circle · g6 black circle · h6 black circle · b5 black cross · c5 black cross · d5 black cross · e5 branco peão · f5 black circle · g5 black circle · h5 black circle | b8 black cross · c8 black cross · d8 black cross · e8 black cross · f8 black circle · g8 black circle · h8 black circle · b7 black cross · c7 black cross · d7 black cross · e7 black cross · f7 black circle · g7 black circle · h7 black circle · b6 black cross · c6 black cross · d6 black cross · e6 black cross · f6 black circle · g6 black circle · h6 black circle · b5 black cross · c5 black cross · d5 black cross · e5 branco peão · f5 black circle · g5 black circle · h5 black circle | b8 black cross · c8 black cross · d8 black cross · e8 black cross · f8 black circle · g8 black circle · h8 black circle · b7 black cross · c7 black cross · d7 black cross · e7 black cross · f7 black circle · g7 black circle · h7 black circle · b6 black cross · c6 black cross · d6 black cross · e6 black cross · f6 black circle · g6 black circle · h6 black circle · b5 black cross · c5 black cross · d5 black cross · e5 branco peão · f5 black circle · g5 black circle · h5 black circle | b8 black cross · c8 black cross · d8 black cross · e8 black cross · f8 black circle · g8 black circle · h8 black circle · b7 black cross · c7 black cross · d7 black cross · e7 black cross · f7 black circle · g7 black circle · h7 black circle · b6 black cross · c6 black cross · d6 black cross · e6 black cross · f6 black circle · g6 black circle · h6 black circle · b5 black cross · c5 black cross · d5 black cross · e5 branco peão · f5 black circle · g5 black circle · h5 black circle | b8 black cross · c8 black cross · d8 black cross · e8 black cross · f8 black circle · g8 black circle · h8 black circle · b7 black cross · c7 black cross · d7 black cross · e7 black cross · f7 black circle · g7 black circle · h7 black circle · b6 black cross · c6 black cross · d6 black cross · e6 black cross · f6 black circle · g6 black circle · h6 black circle · b5 black cross · c5 black cross · d5 black cross · e5 branco peão · f5 black circle · g5 black circle · h5 black circle | b8 black cross · c8 black cross · d8 black cross · e8 black cross · f8 black circle · g8 black circle · h8 black circle · b7 black cross · c7 black cross · d7 black cross · e7 black cross · f7 black circle · g7 black circle · h7 black circle · b6 black cross · c6 black cross · d6 black cross · e6 black cross · f6 black circle · g6 black circle · h6 black circle · b5 black cross · c5 black cross · d5 black cross · e5 branco peão · f5 black circle · g5 black circle · h5 black circle | 1 |
|   | a | b | c | d | e | f | g | h |   |

|   | a | b | c | d | e | f | g | h |   |
| 8 | a8 preto rei · b8 black cross · c8 black cross · d8 black cross · e8 black cross · f8 black circle · g8 black circle · h8 black circle · b7 black cross · c7 black cross · d7 black cross · e7 black cross · f7 black circle · g7 black circle · h7 black circle · b6 black cross · c6 black cross · d6 black cross · e6 black cross · f6 black circle · g6 black circle · h6 black circle · b5 preto rei · c5 black cross · d5 black cross · e5 branco peão · f5 black circle · g5 black circle · h5 black circle | a8 preto rei · b8 black cross · c8 black cross · d8 black cross · e8 black cross · f8 black circle · g8 black circle · h8 black circle · b7 black cross · c7 black cross · d7 black cross · e7 black cross · f7 black circle · g7 black circle · h7 black circle · b6 black cross · c6 black cross · d6 black cross · e6 black cross · f6 black circle · g6 black circle · h6 black circle · b5 preto rei · c5 black cross · d5 black cross · e5 branco peão · f5 black circle · g5 black circle · h5 black circle | a8 preto rei · b8 black cross · c8 black cross · d8 black cross · e8 black cross · f8 black circle · g8 black circle · h8 black circle · b7 black cross · c7 black cross · d7 black cross · e7 black cross · f7 black circle · g7 black circle · h7 black circle · b6 black cross · c6 black cross · d6 black cross · e6 black cross · f6 black circle · g6 black circle · h6 black circle · b5 preto rei · c5 black cross · d5 black cross · e5 branco peão · f5 black circle · g5 black circle · h5 black circle | a8 preto rei · b8 black cross · c8 black cross · d8 black cross · e8 black cross · f8 black circle · g8 black circle · h8 black circle · b7 black cross · c7 black cross · d7 black cross · e7 black cross · f7 black circle · g7 black circle · h7 black circle · b6 black cross · c6 black cross · d6 black cross · e6 black cross · f6 black circle · g6 black circle · h6 black circle · b5 preto rei · c5 black cross · d5 black cross · e5 branco peão · f5 black circle · g5 black circle · h5 black circle | a8 preto rei · b8 black cross · c8 black cross · d8 black cross · e8 black cross · f8 black circle · g8 black circle · h8 black circle · b7 black cross · c7 black cross · d7 black cross · e7 black cross · f7 black circle · g7 black circle · h7 black circle · b6 black cross · c6 black cross · d6 black cross · e6 black cross · f6 black circle · g6 black circle · h6 black circle · b5 preto rei · c5 black cross · d5 black cross · e5 branco peão · f5 black circle · g5 black circle · h5 black circle | a8 preto rei · b8 black cross · c8 black cross · d8 black cross · e8 black cross · f8 black circle · g8 black circle · h8 black circle · b7 black cross · c7 black cross · d7 black cross · e7 black cross · f7 black circle · g7 black circle · h7 black circle · b6 black cross · c6 black cross · d6 black cross · e6 black cross · f6 black circle · g6 black circle · h6 black circle · b5 preto rei · c5 black cross · d5 black cross · e5 branco peão · f5 black circle · g5 black circle · h5 black circle | a8 preto rei · b8 black cross · c8 black cross · d8 black cross · e8 black cross · f8 black circle · g8 black circle · h8 black circle · b7 black cross · c7 black cross · d7 black cross · e7 black cross · f7 black circle · g7 black circle · h7 black circle · b6 black cross · c6 black cross · d6 black cross · e6 black cross · f6 black circle · g6 black circle · h6 black circle · b5 preto rei · c5 black cross · d5 black cross · e5 branco peão · f5 black circle · g5 black circle · h5 black circle | a8 preto rei · b8 black cross · c8 black cross · d8 black cross · e8 black cross · f8 black circle · g8 black circle · h8 black circle · b7 black cross · c7 black cross · d7 black cross · e7 black cross · f7 black circle · g7 black circle · h7 black circle · b6 black cross · c6 black cross · d6 black cross · e6 black cross · f6 black circle · g6 black circle · h6 black circle · b5 preto rei · c5 black cross · d5 black cross · e5 branco peão · f5 black circle · g5 black circle · h5 black circle | 8 |
| 7 | a8 preto rei · b8 black cross · c8 black cross · d8 black cross · e8 black cross · f8 black circle · g8 black circle · h8 black circle · b7 black cross · c7 black cross · d7 black cross · e7 black cross · f7 black circle · g7 black circle · h7 black circle · b6 black cross · c6 black cross · d6 black cross · e6 black cross · f6 black circle · g6 black circle · h6 black circle · b5 preto rei · c5 black cross · d5 black cross · e5 branco peão · f5 black circle · g5 black circle · h5 black circle | a8 preto rei · b8 black cross · c8 black cross · d8 black cross · e8 black cross · f8 black circle · g8 black circle · h8 black circle · b7 black cross · c7 black cross · d7 black cross · e7 black cross · f7 black circle · g7 black circle · h7 black circle · b6 black cross · c6 black cross · d6 black cross · e6 black cross · f6 black circle · g6 black circle · h6 black circle · b5 preto rei · c5 black cross · d5 black cross · e5 branco peão · f5 black circle · g5 black circle · h5 black circle | a8 preto rei · b8 black cross · c8 black cross · d8 black cross · e8 black cross · f8 black circle · g8 black circle · h8 black circle · b7 black cross · c7 black cross · d7 black cross · e7 black cross · f7 black circle · g7 black circle · h7 black circle · b6 black cross · c6 black cross · d6 black cross · e6 black cross · f6 black circle · g6 black circle · h6 black circle · b5 preto rei · c5 black cross · d5 black cross · e5 branco peão · f5 black circle · g5 black circle · h5 black circle | a8 preto rei · b8 black cross · c8 black cross · d8 black cross · e8 black cross · f8 black circle · g8 black circle · h8 black circle · b7 black cross · c7 black cross · d7 black cross · e7 black cross · f7 black circle · g7 black circle · h7 black circle · b6 black cross · c6 black cross · d6 black cross · e6 black cross · f6 black circle · g6 black circle · h6 black circle · b5 preto rei · c5 black cross · d5 black cross · e5 branco peão · f5 black circle · g5 black circle · h5 black circle | a8 preto rei · b8 black cross · c8 black cross · d8 black cross · e8 black cross · f8 black circle · g8 black circle · h8 black circle · b7 black cross · c7 black cross · d7 black cross · e7 black cross · f7 black circle · g7 black circle · h7 black circle · b6 black cross · c6 black cross · d6 black cross · e6 black cross · f6 black circle · g6 black circle · h6 black circle · b5 preto rei · c5 black cross · d5 black cross · e5 branco peão · f5 black circle · g5 black circle · h5 black circle | a8 preto rei · b8 black cross · c8 black cross · d8 black cross · e8 black cross · f8 black circle · g8 black circle · h8 black circle · b7 black cross · c7 black cross · d7 black cross · e7 black cross · f7 black circle · g7 black circle · h7 black circle · b6 black cross · c6 black cross · d6 black cross · e6 black cross · f6 black circle · g6 black circle · h6 black circle · b5 preto rei · c5 black cross · d5 black cross · e5 branco peão · f5 black circle · g5 black circle · h5 black circle | a8 preto rei · b8 black cross · c8 black cross · d8 black cross · e8 black cross · f8 black circle · g8 black circle · h8 black circle · b7 black cross · c7 black cross · d7 black cross · e7 black cross · f7 black circle · g7 black circle · h7 black circle · b6 black cross · c6 black cross · d6 black cross · e6 black cross · f6 black circle · g6 black circle · h6 black circle · b5 preto rei · c5 black cross · d5 black cross · e5 branco peão · f5 black circle · g5 black circle · h5 black circle | a8 preto rei · b8 black cross · c8 black cross · d8 black cross · e8 black cross · f8 black circle · g8 black circle · h8 black circle · b7 black cross · c7 black cross · d7 black cross · e7 black cross · f7 black circle · g7 black circle · h7 black circle · b6 black cross · c6 black cross · d6 black cross · e6 black cross · f6 black circle · g6 black circle · h6 black circle · b5 preto rei · c5 black cross · d5 black cross · e5 branco peão · f5 black circle · g5 black circle · h5 black circle | 7 |
| 6 | a8 preto rei · b8 black cross · c8 black cross · d8 black cross · e8 black cross · f8 black circle · g8 black circle · h8 black circle · b7 black cross · c7 black cross · d7 black cross · e7 black cross · f7 black circle · g7 black circle · h7 black circle · b6 black cross · c6 black cross · d6 black cross · e6 black cross · f6 black circle · g6 black circle · h6 black circle · b5 preto rei · c5 black cross · d5 black cross · e5 branco peão · f5 black circle · g5 black circle · h5 black circle | a8 preto rei · b8 black cross · c8 black cross · d8 black cross · e8 black cross · f8 black circle · g8 black circle · h8 black circle · b7 black cross · c7 black cross · d7 black cross · e7 black cross · f7 black circle · g7 black circle · h7 black circle · b6 black cross · c6 black cross · d6 black cross · e6 black cross · f6 black circle · g6 black circle · h6 black circle · b5 preto rei · c5 black cross · d5 black cross · e5 branco peão · f5 black circle · g5 black circle · h5 black circle | a8 preto rei · b8 black cross · c8 black cross · d8 black cross · e8 black cross · f8 black circle · g8 black circle · h8 black circle · b7 black cross · c7 black cross · d7 black cross · e7 black cross · f7 black circle · g7 black circle · h7 black circle · b6 black cross · c6 black cross · d6 black cross · e6 black cross · f6 black circle · g6 black circle · h6 black circle · b5 preto rei · c5 black cross · d5 black cross · e5 branco peão · f5 black circle · g5 black circle · h5 black circle | a8 preto rei · b8 black cross · c8 black cross · d8 black cross · e8 black cross · f8 black circle · g8 black circle · h8 black circle · b7 black cross · c7 black cross · d7 black cross · e7 black cross · f7 black circle · g7 black circle · h7 black circle · b6 black cross · c6 black cross · d6 black cross · e6 black cross · f6 black circle · g6 black circle · h6 black circle · b5 preto rei · c5 black cross · d5 black cross · e5 branco peão · f5 black circle · g5 black circle · h5 black circle | a8 preto rei · b8 black cross · c8 black cross · d8 black cross · e8 black cross · f8 black circle · g8 black circle · h8 black circle · b7 black cross · c7 black cross · d7 black cross · e7 black cross · f7 black circle · g7 black circle · h7 black circle · b6 black cross · c6 black cross · d6 black cross · e6 black cross · f6 black circle · g6 black circle · h6 black circle · b5 preto rei · c5 black cross · d5 black cross · e5 branco peão · f5 black circle · g5 black circle · h5 black circle | a8 preto rei · b8 black cross · c8 black cross · d8 black cross · e8 black cross · f8 black circle · g8 black circle · h8 black circle · b7 black cross · c7 black cross · d7 black cross · e7 black cross · f7 black circle · g7 black circle · h7 black circle · b6 black cross · c6 black cross · d6 black cross · e6 black cross · f6 black circle · g6 black circle · h6 black circle · b5 preto rei · c5 black cross · d5 black cross · e5 branco peão · f5 black circle · g5 black circle · h5 black circle | a8 preto rei · b8 black cross · c8 black cross · d8 black cross · e8 black cross · f8 black circle · g8 black circle · h8 black circle · b7 black cross · c7 black cross · d7 black cross · e7 black cross · f7 black circle · g7 black circle · h7 black circle · b6 black cross · c6 black cross · d6 black cross · e6 black cross · f6 black circle · g6 black circle · h6 black circle · b5 preto rei · c5 black cross · d5 black cross · e5 branco peão · f5 black circle · g5 black circle · h5 black circle | a8 preto rei · b8 black cross · c8 black cross · d8 black cross · e8 black cross · f8 black circle · g8 black circle · h8 black circle · b7 black cross · c7 black cross · d7 black cross · e7 black cross · f7 black circle · g7 black circle · h7 black circle · b6 black cross · c6 black cross · d6 black cross · e6 black cross · f6 black circle · g6 black circle · h6 black circle · b5 preto rei · c5 black cross · d5 black cross · e5 branco peão · f5 black circle · g5 black circle · h5 black circle | 6 |
| 5 | a8 preto rei · b8 black cross · c8 black cross · d8 black cross · e8 black cross · f8 black circle · g8 black circle · h8 black circle · b7 black cross · c7 black cross · d7 black cross · e7 black cross · f7 black circle · g7 black circle · h7 black circle · b6 black cross · c6 black cross · d6 black cross · e6 black cross · f6 black circle · g6 black circle · h6 black circle · b5 preto rei · c5 black cross · d5 black cross · e5 branco peão · f5 black circle · g5 black circle · h5 black circle | a8 preto rei · b8 black cross · c8 black cross · d8 black cross · e8 black cross · f8 black circle · g8 black circle · h8 black circle · b7 black cross · c7 black cross · d7 black cross · e7 black cross · f7 black circle · g7 black circle · h7 black circle · b6 black cross · c6 black cross · d6 black cross · e6 black cross · f6 black circle · g6 black circle · h6 black circle · b5 preto rei · c5 black cross · d5 black cross · e5 branco peão · f5 black circle · g5 black circle · h5 black circle | a8 preto rei · b8 black cross · c8 black cross · d8 black cross · e8 black cross · f8 black circle · g8 black circle · h8 black circle · b7 black cross · c7 black cross · d7 black cross · e7 black cross · f7 black circle · g7 black circle · h7 black circle · b6 black cross · c6 black cross · d6 black cross · e6 black cross · f6 black circle · g6 black circle · h6 black circle · b5 preto rei · c5 black cross · d5 black cross · e5 branco peão · f5 black circle · g5 black circle · h5 black circle | a8 preto rei · b8 black cross · c8 black cross · d8 black cross · e8 black cross · f8 black circle · g8 black circle · h8 black circle · b7 black cross · c7 black cross · d7 black cross · e7 black cross · f7 black circle · g7 black circle · h7 black circle · b6 black cross · c6 black cross · d6 black cross · e6 black cross · f6 black circle · g6 black circle · h6 black circle · b5 preto rei · c5 black cross · d5 black cross · e5 branco peão · f5 black circle · g5 black circle · h5 black circle | a8 preto rei · b8 black cross · c8 black cross · d8 black cross · e8 black cross · f8 black circle · g8 black circle · h8 black circle · b7 black cross · c7 black cross · d7 black cross · e7 black cross · f7 black circle · g7 black circle · h7 black circle · b6 black cross · c6 black cross · d6 black cross · e6 black cross · f6 black circle · g6 black circle · h6 black circle · b5 preto rei · c5 black cross · d5 black cross · e5 branco peão · f5 black circle · g5 black circle · h5 black circle | a8 preto rei · b8 black cross · c8 black cross · d8 black cross · e8 black cross · f8 black circle · g8 black circle · h8 black circle · b7 black cross · c7 black cross · d7 black cross · e7 black cross · f7 black circle · g7 black circle · h7 black circle · b6 black cross · c6 black cross · d6 black cross · e6 black cross · f6 black circle · g6 black circle · h6 black circle · b5 preto rei · c5 black cross · d5 black cross · e5 branco peão · f5 black circle · g5 black circle · h5 black circle | a8 preto rei · b8 black cross · c8 black cross · d8 black cross · e8 black cross · f8 black circle · g8 black circle · h8 black circle · b7 black cross · c7 black cross · d7 black cross · e7 black cross · f7 black circle · g7 black circle · h7 black circle · b6 black cross · c6 black cross · d6 black cross · e6 black cross · f6 black circle · g6 black circle · h6 black circle · b5 preto rei · c5 black cross · d5 black cross · e5 branco peão · f5 black circle · g5 black circle · h5 black circle | a8 preto rei · b8 black cross · c8 black cross · d8 black cross · e8 black cross · f8 black circle · g8 black circle · h8 black circle · b7 black cross · c7 black cross · d7 black cross · e7 black cross · f7 black circle · g7 black circle · h7 black circle · b6 black cross · c6 black cross · d6 black cross · e6 black cross · f6 black circle · g6 black circle · h6 black circle · b5 preto rei · c5 black cross · d5 black cross · e5 branco peão · f5 black circle · g5 black circle · h5 black circle | 5 |
| 4 | a8 preto rei · b8 black cross · c8 black cross · d8 black cross · e8 black cross · f8 black circle · g8 black circle · h8 black circle · b7 black cross · c7 black cross · d7 black cross · e7 black cross · f7 black circle · g7 black circle · h7 black circle · b6 black cross · c6 black cross · d6 black cross · e6 black cross · f6 black circle · g6 black circle · h6 black circle · b5 preto rei · c5 black cross · d5 black cross · e5 branco peão · f5 black circle · g5 black circle · h5 black circle | a8 preto rei · b8 black cross · c8 black cross · d8 black cross · e8 black cross · f8 black circle · g8 black circle · h8 black circle · b7 black cross · c7 black cross · d7 black cross · e7 black cross · f7 black circle · g7 black circle · h7 black circle · b6 black cross · c6 black cross · d6 black cross · e6 black cross · f6 black circle · g6 black circle · h6 black circle · b5 preto rei · c5 black cross · d5 black cross · e5 branco peão · f5 black circle · g5 black circle · h5 black circle | a8 preto rei · b8 black cross · c8 black cross · d8 black cross · e8 black cross · f8 black circle · g8 black circle · h8 black circle · b7 black cross · c7 black cross · d7 black cross · e7 black cross · f7 black circle · g7 black circle · h7 black circle · b6 black cross · c6 black cross · d6 black cross · e6 black cross · f6 black circle · g6 black circle · h6 black circle · b5 preto rei · c5 black cross · d5 black cross · e5 branco peão · f5 black circle · g5 black circle · h5 black circle | a8 preto rei · b8 black cross · c8 black cross · d8 black cross · e8 black cross · f8 black circle · g8 black circle · h8 black circle · b7 black cross · c7 black cross · d7 black cross · e7 black cross · f7 black circle · g7 black circle · h7 black circle · b6 black cross · c6 black cross · d6 black cross · e6 black cross · f6 black circle · g6 black circle · h6 black circle · b5 preto rei · c5 black cross · d5 black cross · e5 branco peão · f5 black circle · g5 black circle · h5 black circle | a8 preto rei · b8 black cross · c8 black cross · d8 black cross · e8 black cross · f8 black circle · g8 black circle · h8 black circle · b7 black cross · c7 black cross · d7 black cross · e7 black cross · f7 black circle · g7 black circle · h7 black circle · b6 black cross · c6 black cross · d6 black cross · e6 black cross · f6 black circle · g6 black circle · h6 black circle · b5 preto rei · c5 black cross · d5 black cross · e5 branco peão · f5 black circle · g5 black circle · h5 black circle | a8 preto rei · b8 black cross · c8 black cross · d8 black cross · e8 black cross · f8 black circle · g8 black circle · h8 black circle · b7 black cross · c7 black cross · d7 black cross · e7 black cross · f7 black circle · g7 black circle · h7 black circle · b6 black cross · c6 black cross · d6 black cross · e6 black cross · f6 black circle · g6 black circle · h6 black circle · b5 preto rei · c5 black cross · d5 black cross · e5 branco peão · f5 black circle · g5 black circle · h5 black circle | a8 preto rei · b8 black cross · c8 black cross · d8 black cross · e8 black cross · f8 black circle · g8 black circle · h8 black circle · b7 black cross · c7 black cross · d7 black cross · e7 black cross · f7 black circle · g7 black circle · h7 black circle · b6 black cross · c6 black cross · d6 black cross · e6 black cross · f6 black circle · g6 black circle · h6 black circle · b5 preto rei · c5 black cross · d5 black cross · e5 branco peão · f5 black circle · g5 black circle · h5 black circle | a8 preto rei · b8 black cross · c8 black cross · d8 black cross · e8 black cross · f8 black circle · g8 black circle · h8 black circle · b7 black cross · c7 black cross · d7 black cross · e7 black cross · f7 black circle · g7 black circle · h7 black circle · b6 black cross · c6 black cross · d6 black cross · e6 black cross · f6 black circle · g6 black circle · h6 black circle · b5 preto rei · c5 black cross · d5 black cross · e5 branco peão · f5 black circle · g5 black circle · h5 black circle | 4 |
| 3 | a8 preto rei · b8 black cross · c8 black cross · d8 black cross · e8 black cross · f8 black circle · g8 black circle · h8 black circle · b7 black cross · c7 black cross · d7 black cross · e7 black cross · f7 black circle · g7 black circle · h7 black circle · b6 black cross · c6 black cross · d6 black cross · e6 black cross · f6 black circle · g6 black circle · h6 black circle · b5 preto rei · c5 black cross · d5 black cross · e5 branco peão · f5 black circle · g5 black circle · h5 black circle | a8 preto rei · b8 black cross · c8 black cross · d8 black cross · e8 black cross · f8 black circle · g8 black circle · h8 black circle · b7 black cross · c7 black cross · d7 black cross · e7 black cross · f7 black circle · g7 black circle · h7 black circle · b6 black cross · c6 black cross · d6 black cross · e6 black cross · f6 black circle · g6 black circle · h6 black circle · b5 preto rei · c5 black cross · d5 black cross · e5 branco peão · f5 black circle · g5 black circle · h5 black circle | a8 preto rei · b8 black cross · c8 black cross · d8 black cross · e8 black cross · f8 black circle · g8 black circle · h8 black circle · b7 black cross · c7 black cross · d7 black cross · e7 black cross · f7 black circle · g7 black circle · h7 black circle · b6 black cross · c6 black cross · d6 black cross · e6 black cross · f6 black circle · g6 black circle · h6 black circle · b5 preto rei · c5 black cross · d5 black cross · e5 branco peão · f5 black circle · g5 black circle · h5 black circle | a8 preto rei · b8 black cross · c8 black cross · d8 black cross · e8 black cross · f8 black circle · g8 black circle · h8 black circle · b7 black cross · c7 black cross · d7 black cross · e7 black cross · f7 black circle · g7 black circle · h7 black circle · b6 black cross · c6 black cross · d6 black cross · e6 black cross · f6 black circle · g6 black circle · h6 black circle · b5 preto rei · c5 black cross · d5 black cross · e5 branco peão · f5 black circle · g5 black circle · h5 black circle | a8 preto rei · b8 black cross · c8 black cross · d8 black cross · e8 black cross · f8 black circle · g8 black circle · h8 black circle · b7 black cross · c7 black cross · d7 black cross · e7 black cross · f7 black circle · g7 black circle · h7 black circle · b6 black cross · c6 black cross · d6 black cross · e6 black cross · f6 black circle · g6 black circle · h6 black circle · b5 preto rei · c5 black cross · d5 black cross · e5 branco peão · f5 black circle · g5 black circle · h5 black circle | a8 preto rei · b8 black cross · c8 black cross · d8 black cross · e8 black cross · f8 black circle · g8 black circle · h8 black circle · b7 black cross · c7 black cross · d7 black cross · e7 black cross · f7 black circle · g7 black circle · h7 black circle · b6 black cross · c6 black cross · d6 black cross · e6 black cross · f6 black circle · g6 black circle · h6 black circle · b5 preto rei · c5 black cross · d5 black cross · e5 branco peão · f5 black circle · g5 black circle · h5 black circle | a8 preto rei · b8 black cross · c8 black cross · d8 black cross · e8 black cross · f8 black circle · g8 black circle · h8 black circle · b7 black cross · c7 black cross · d7 black cross · e7 black cross · f7 black circle · g7 black circle · h7 black circle · b6 black cross · c6 black cross · d6 black cross · e6 black cross · f6 black circle · g6 black circle · h6 black circle · b5 preto rei · c5 black cross · d5 black cross · e5 branco peão · f5 black circle · g5 black circle · h5 black circle | a8 preto rei · b8 black cross · c8 black cross · d8 black cross · e8 black cross · f8 black circle · g8 black circle · h8 black circle · b7 black cross · c7 black cross · d7 black cross · e7 black cross · f7 black circle · g7 black circle · h7 black circle · b6 black cross · c6 black cross · d6 black cross · e6 black cross · f6 black circle · g6 black circle · h6 black circle · b5 preto rei · c5 black cross · d5 black cross · e5 branco peão · f5 black circle · g5 black circle · h5 black circle | 3 |
| 2 | a8 preto rei · b8 black cross · c8 black cross · d8 black cross · e8 black cross · f8 black circle · g8 black circle · h8 black circle · b7 black cross · c7 black cross · d7 black cross · e7 black cross · f7 black circle · g7 black circle · h7 black circle · b6 black cross · c6 black cross · d6 black cross · e6 black cross · f6 black circle · g6 black circle · h6 black circle · b5 preto rei · c5 black cross · d5 black cross · e5 branco peão · f5 black circle · g5 black circle · h5 black circle | a8 preto rei · b8 black cross · c8 black cross · d8 black cross · e8 black cross · f8 black circle · g8 black circle · h8 black circle · b7 black cross · c7 black cross · d7 black cross · e7 black cross · f7 black circle · g7 black circle · h7 black circle · b6 black cross · c6 black cross · d6 black cross · e6 black cross · f6 black circle · g6 black circle · h6 black circle · b5 preto rei · c5 black cross · d5 black cross · e5 branco peão · f5 black circle · g5 black circle · h5 black circle | a8 preto rei · b8 black cross · c8 black cross · d8 black cross · e8 black cross · f8 black circle · g8 black circle · h8 black circle · b7 black cross · c7 black cross · d7 black cross · e7 black cross · f7 black circle · g7 black circle · h7 black circle · b6 black cross · c6 black cross · d6 black cross · e6 black cross · f6 black circle · g6 black circle · h6 black circle · b5 preto rei · c5 black cross · d5 black cross · e5 branco peão · f5 black circle · g5 black circle · h5 black circle | a8 preto rei · b8 black cross · c8 black cross · d8 black cross · e8 black cross · f8 black circle · g8 black circle · h8 black circle · b7 black cross · c7 black cross · d7 black cross · e7 black cross · f7 black circle · g7 black circle · h7 black circle · b6 black cross · c6 black cross · d6 black cross · e6 black cross · f6 black circle · g6 black circle · h6 black circle · b5 preto rei · c5 black cross · d5 black cross · e5 branco peão · f5 black circle · g5 black circle · h5 black circle | a8 preto rei · b8 black cross · c8 black cross · d8 black cross · e8 black cross · f8 black circle · g8 black circle · h8 black circle · b7 black cross · c7 black cross · d7 black cross · e7 black cross · f7 black circle · g7 black circle · h7 black circle · b6 black cross · c6 black cross · d6 black cross · e6 black cross · f6 black circle · g6 black circle · h6 black circle · b5 preto rei · c5 black cross · d5 black cross · e5 branco peão · f5 black circle · g5 black circle · h5 black circle | a8 preto rei · b8 black cross · c8 black cross · d8 black cross · e8 black cross · f8 black circle · g8 black circle · h8 black circle · b7 black cross · c7 black cross · d7 black cross · e7 black cross · f7 black circle · g7 black circle · h7 black circle · b6 black cross · c6 black cross · d6 black cross · e6 black cross · f6 black circle · g6 black circle · h6 black circle · b5 preto rei · c5 black cross · d5 black cross · e5 branco peão · f5 black circle · g5 black circle · h5 black circle | a8 preto rei · b8 black cross · c8 black cross · d8 black cross · e8 black cross · f8 black circle · g8 black circle · h8 black circle · b7 black cross · c7 black cross · d7 black cross · e7 black cross · f7 black circle · g7 black circle · h7 black circle · b6 black cross · c6 black cross · d6 black cross · e6 black cross · f6 black circle · g6 black circle · h6 black circle · b5 preto rei · c5 black cross · d5 black cross · e5 branco peão · f5 black circle · g5 black circle · h5 black circle | a8 preto rei · b8 black cross · c8 black cross · d8 black cross · e8 black cross · f8 black circle · g8 black circle · h8 black circle · b7 black cross · c7 black cross · d7 black cross · e7 black cross · f7 black circle · g7 black circle · h7 black circle · b6 black cross · c6 black cross · d6 black cross · e6 black cross · f6 black circle · g6 black circle · h6 black circle · b5 preto rei · c5 black cross · d5 black cross · e5 branco peão · f5 black circle · g5 black circle · h5 black circle | 2 |
| 1 | a8 preto rei · b8 black cross · c8 black cross · d8 black cross · e8 black cross · f8 black circle · g8 black circle · h8 black circle · b7 black cross · c7 black cross · d7 black cross · e7 black cross · f7 black circle · g7 black circle · h7 black circle · b6 black cross · c6 black cross · d6 black cross · e6 black cross · f6 black circle · g6 black circle · h6 black circle · b5 preto rei · c5 black cross · d5 black cross · e5 branco peão · f5 black circle · g5 black circle · h5 black circle | a8 preto rei · b8 black cross · c8 black cross · d8 black cross · e8 black cross · f8 black circle · g8 black circle · h8 black circle · b7 black cross · c7 black cross · d7 black cross · e7 black cross · f7 black circle · g7 black circle · h7 black circle · b6 black cross · c6 black cross · d6 black cross · e6 black cross · f6 black circle · g6 black circle · h6 black circle · b5 preto rei · c5 black cross · d5 black cross · e5 branco peão · f5 black circle · g5 black circle · h5 black circle | a8 preto rei · b8 black cross · c8 black cross · d8 black cross · e8 black cross · f8 black circle · g8 black circle · h8 black circle · b7 black cross · c7 black cross · d7 black cross · e7 black cross · f7 black circle · g7 black circle · h7 black circle · b6 black cross · c6 black cross · d6 black cross · e6 black cross · f6 black circle · g6 black circle · h6 black circle · b5 preto rei · c5 black cross · d5 black cross · e5 branco peão · f5 black circle · g5 black circle · h5 black circle | a8 preto rei · b8 black cross · c8 black cross · d8 black cross · e8 black cross · f8 black circle · g8 black circle · h8 black circle · b7 black cross · c7 black cross · d7 black cross · e7 black cross · f7 black circle · g7 black circle · h7 black circle · b6 black cross · c6 black cross · d6 black cross · e6 black cross · f6 black circle · g6 black circle · h6 black circle · b5 preto rei · c5 black cross · d5 black cross · e5 branco peão · f5 black circle · g5 black circle · h5 black circle | a8 preto rei · b8 black cross · c8 black cross · d8 black cross · e8 black cross · f8 black circle · g8 black circle · h8 black circle · b7 black cross · c7 black cross · d7 black cross · e7 black cross · f7 black circle · g7 black circle · h7 black circle · b6 black cross · c6 black cross · d6 black cross · e6 black cross · f6 black circle · g6 black circle · h6 black circle · b5 preto rei · c5 black cross · d5 black cross · e5 branco peão · f5 black circle · g5 black circle · h5 black circle | a8 preto rei · b8 black cross · c8 black cross · d8 black cross · e8 black cross · f8 black circle · g8 black circle · h8 black circle · b7 black cross · c7 black cross · d7 black cross · e7 black cross · f7 black circle · g7 black circle · h7 black circle · b6 black cross · c6 black cross · d6 black cross · e6 black cross · f6 black circle · g6 black circle · h6 black circle · b5 preto rei · c5 black cross · d5 black cross · e5 branco peão · f5 black circle · g5 black circle · h5 black circle | a8 preto rei · b8 black cross · c8 black cross · d8 black cross · e8 black cross · f8 black circle · g8 black circle · h8 black circle · b7 black cross · c7 black cross · d7 black cross · e7 black cross · f7 black circle · g7 black circle · h7 black circle · b6 black cross · c6 black cross · d6 black cross · e6 black cross · f6 black circle · g6 black circle · h6 black circle · b5 preto rei · c5 black cross · d5 black cross · e5 branco peão · f5 black circle · g5 black circle · h5 black circle | a8 preto rei · b8 black cross · c8 black cross · d8 black cross · e8 black cross · f8 black circle · g8 black circle · h8 black circle · b7 black cross · c7 black cross · d7 black cross · e7 black cross · f7 black circle · g7 black circle · h7 black circle · b6 black cross · c6 black cross · d6 black cross · e6 black cross · f6 black circle · g6 black circle · h6 black circle · b5 preto rei · c5 black cross · d5 black cross · e5 branco peão · f5 black circle · g5 black circle · h5 black circle | 1 |
|   | a | b | c | d | e | f | g | h |   |